# Selidosema ambustaria
Selidosema ambustaria là một loài bướm đêm trong họ Geometridae.